# Lovča
Lovča (allemand : Großlotza, hongrois : Nagylócsa) est un village de Slovaquie situé dans la région de Banská Bystrica.

## Histoire
La première mention écrite du village date de 1283.

## Démographie

### Évolution de la population
| Année:               | 1994. | 2004.   | 2014.   | 2024.   |
| -------------------- | ----- | ------- | ------- | ------- |
| Nombre de personnes: | 742   | 706     | 695     | 679     |
| Différence:          |       | -4,85 % | -1,55 % | -2,30 % |

| Année:               | 2023. | 2024.   |
| -------------------- | ----- | ------- |
| Nombre de personnes: | 683   | 679     |
| Différence:          |       | -0,58 % |